# Jacquerie
A Jacquerie (ejtsd zsakri), az 1358. évi május - júniusi francia parasztlázadás gúnyneve. A pestis és a 100 éves háború dúlásai következtében robbant ki. A párizsi polgárok 1357. évi felkelésének hatása alatt keletkezett és Párizs környékéről kiindulva, csakhamar elterjedt Picardiában, Champagne-ban és Orléans környékén.  A parasztok véres bosszút állottak elnyomóikon, de végül a jobban fegyverzett páncélos lovagság leverte őket és sorsuk még keservesebb lett. A Jacquerie vezére egy  Guillaume Gaillet nevű paraszt volt, aki az utolsó harcokban esett el.  A felkelést a francia nemesség gyorsan vérbe fojtotta.

## A név eredete
A francia nemesek a parasztokat Jacques Bonhomme (Együgyű Jakab) névvel illették.

## Története
A 100 éves angol—francia háború veszteségei következtében először Párizs polgárai keltek fel, majd ezek példáján felbuzdulva, a jámbor paraszt („Jacques Bonhomme") is fellázadt. A lázadás Franciaország nagy részére kiterjedt. A nemesség csak nehezen tudta a Jacquerie vezérét, Caillet parasztkirályt és csapatait legyőzni. Utána még nehezebbé vált a jobbágyok sorsa.
Jean Froissart a Jacquerie kapcsán arról írt, hogy a parasztok azt hangoztatták, hogy „uraik hasonlóságára formált emberek, mégis állatokként kezelik őket. Ebből ők nem kérnek, nem szenvedhetik tovább, egyenlőek akarnak lenni.” és „Ha az Isten nem akadályozza meg, a gazság úgy elharapózik, hogy a bandák mind elpusztították volna a nemes vitézeket, utána a szentegyházat és minden gazdag embert a világban.”

## Bibliográfia
- Gérard Walter, Histoire des paysans de France,Párizs, Flammarion, 1963, 521 p.
- Emmanuel Le Roy Ladurie, Paysans du Languedoc, 1966,
- Maurice Dommanget, La Jacquerie, Párizs, Maspero, 1971,
- Boris Porchnev, Les Soulèvements populaires en France de 1623 à 1648, SEVPEN, Párizs, 1972,
- Robert Fossier, L'histoire économique et sociale du Moyen Âge occidental, 1999
- Le Peuple français, Numéro spécial n°1, 1974, 120 p.
- (angolul) Samuel Kline Cohn, Lust for liberty: the politics of social revolt in medieval Europe, 1200 – 1425 ; Italy, France, and Flanders, Harvard University Press, Cambridge, 2006.
- Fabrice Mouthon, Les communautés rurales en Europe au Moyen Âge. Une autre histoire politique, Presses universitaires de Renne, Rennes 2014 ISBN 978-2-7535-2927-4
- Édouard Lynch, Insurrections paysannes. De la terre à la rue. Usages de la violence au Sablon:S-, éditions Vendémiaire, 2019.